# Стейнгримюр Херманнссон
Сте́йнгримюр Хе́рманнссон (исл. Steingrímur Hermannsson; 22 июня 1928, Рейкьявик, Исландия — 1 февраля 2010, Гардабер, Исландия) — исландский политический деятель, премьер-министр Исландии (1983—1987 и 1988—1991).

## Биография
Сын Херманна Йонассона, бывшего премьер-министра страны. В 1948 году уехал в США, где обучался инженерному делу. После возвращения в Исландию в 1971 году был избран в Альтинг.
В 1978—1979 годах занимал пост министра юстиции по делам религии и сельского хозяйства. В 1980—1983 годах он занимал должность министра рыболовства и коммуникаций, а в 1987—1988 годах — министра иностранных дел.

В 1983—1987 и в 1988—1991 годах был премьер-министром Исландии. Оценка его работы на этом посту неоднозначна. С одной стороны, критики отмечают, что он являлся апологетом «старой системы» управления, основанной на фаворитизме, способствующем развитию коррупции. Её демонтаж связывают с именем его преемника на посту премьер-министра Давида Оддссона. С другой стороны, позитивно оценивается его деятельность, направленная на адаптацию исландской экономики к сложным социально-экономическим процессам конца 1980-х и начала 1990-х годов.

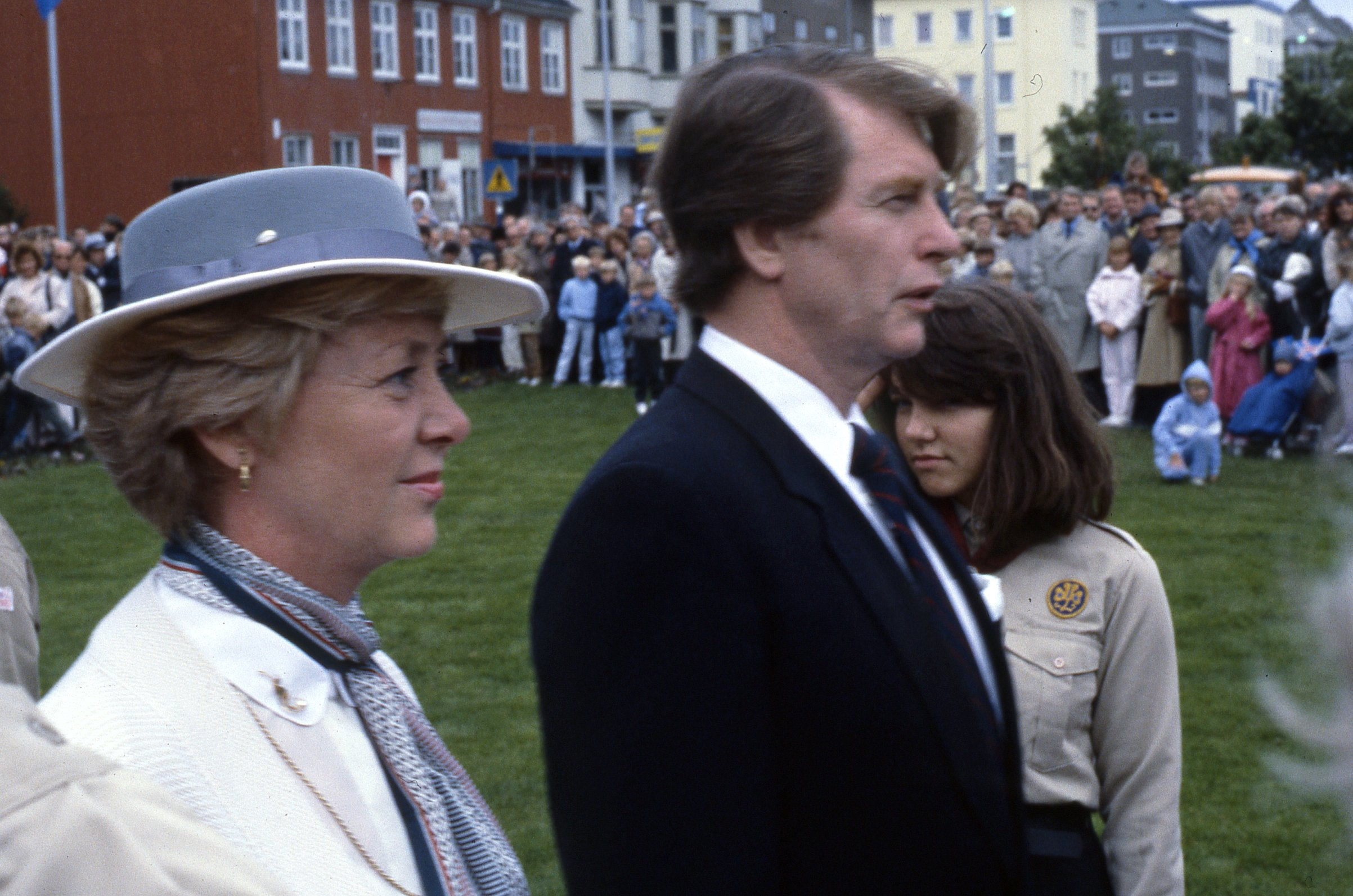
Президент Исландии Вигдис Финнбогадоуттир и Стейнгримюр Херманнссон, 1985 год

В период своего премьерского мандата организовал в Рейкьявике в 1986 году встречу Михаила Горбачёва и Рональда Рейгана. В 1991 году, во время Январских событий в Вильнюсе активно поддержал Витаутаса Ландсбергиса; Исландия стала первой страной, признавшей независимость Литвы от СССР.
После своей отставки до 1998 года входил в руководство Центрального банка Исландии. Один из основателей организации Heimssýn, выступающей против вступления Исландии в ЕС.
В 1998—2000 годах вышли его мемуары в трёх томах.

## Семейная жизнь
Был дважды женат и имеет 6 детей.
- Первая жена — американка Сара Джейн Мюррей. Дети от первого брака — Джон Брайан, Эллен Хердис и Нейл.
- Вторая жена — исландка Гудлауг Эдда Гудмундсдоттир, бывшая стюардесса. Дети от второго — Херманн, Хлиф и Гудмундур.

Старшие дети, Джон, Эллен и Нейл Херманнссоны живут в США. Младший сын, Гудмундур Стейнгримссон (род. 1972), также занимается политикой, с 2007 года член альтинга, с 2013 года член леволиберальной партии Светлое будущее.